# 친민당
친민당(親民黨)은 중화민국의 중도우파 정당이다. 2000년 3월 31일 쑹추위가 친민당 주석으로 선출되면서 설립되었다.
친민당은 창당한 이후로 분단국가인 중화인민공화국과의 화해, 융화 노선을 추구하고 있다. 2005년에는 당수인 쑹추위가 베이징을 방문해 후진타오와 회담을 한 적이 있다.
초기에는 중도우파적인 성향을 띠었지만, 점차 좌파적인 색깔이 강해졌었다.
그러나, 중화인민공화국과 공식 관점이나 사회복지를 제외한 통일이나 정치적인 부분에서는 중국 국민당과 비슷한 보수주의적인 관점을 취하기도 한다.

## 역대 당 주석
- 쑹추위 (2000년 3월 31일 ~ 현재)

## 주요 투표 결과

### 총통 선거
| 실시년도 | 총통            | 부총통            | 득표      | 득표율 | 당락 |
| -------- | --------------- | ----------------- | --------- | ------ | ---- |
| 2000     | 쑹추위 (무소속) | 장자오슝 (무소속) | 4,664,972 | 36.84% | 낙선 |
| 2004     | 롄잔 (국민당)   | 쑹추위            | 6,442,452 | 49.89% | 낙선 |
| 2012     | 쑹추위          | 린뢰슝 (무소속)   | 369,588   | 2.77%  | 낙선 |
| 2016     | 쑹추위          | 쉬신잉 (민국당)   | 1,576,861 | 12.83% | 낙선 |
| 2020     | 쑹추위          | 위샹 (무소속)     | 608,590   | 4.26%  | 낙선 |

### 입법위원 선거
| 실시년도 | 의석 수  | 득표수          | 득표율          | 결과   | 의석 증감 | 지도자 |
| -------- | -------- | --------------- | --------------- | ------ | --------- | ------ |
| 2001     | 46 / 225 | 1,917,836       | 18.6%           | 제3당  | 46석      | 쑹추위 |
| 2004     | 34 / 225 | 1,350,613       | 13.90%          | 제3당  | 12석      | 쑹추위 |
| 2008     | 1 / 113  | 미참여 비례대표 | 미참여 비례대표 | 제4당  | 33석      | 쑹추위 |
| 2012     | 3 / 113  | 722,089         | 5.48%           | 제4당  | 2석       | 쑹추위 |
| 2016     | 3 / 113  | 794,838         | 6.52%           | 제4당  | 보합      | 쑹추위 |
| 2020     | 0 / 113  | 518,921         | 3.66%           | 무의석 | 3석       | 쑹추위 |